# Gerhard Morrien
Gerhard Morrien (auch als Gerhard II. bekannt) (* um 1400; † 1487) war Erbmarschall im Hochstift Münster, Drost des Amtes Werne und Domherr in Münster.

## Leben

### Herkunft und Familie
Gerhard Morrien entstammte dem westfälischen Adelsgeschlecht Morrien, das im Mittelalter und in der frühen Neuzeit eine der führenden Familien im Ritterstand war und von 1350 bis 1691 das Amt des Erbmarschalls im Hochstift Münster innehatte. Er wurde als Sohn des Erbmarschalls Gerhard Morrien (Erbauer der Burg Nordkirchen) und dessen Gemahlin Ida von Bevern geboren. Sie war Erbtochter und so gelangte Gerhard in den Besitz von Westbevern. Neben Gerhard brachte die Ehe noch den Sohn Lubbert hervor, der im Jahre 1478 Domherr in Münster und Amtsdroste in Werne war.

### Wirken
Bereits im Jahre 1426 wurde Gerhard münsterischer Erbmarschall. Seine Aufgabe bestand im Vorsitz des Landtages. Bei Streitigkeiten zwischen dem Bischof und seinen Vasallen war er Schiedsrichter in Lehnsangelegenheiten. Nach einer Bischofswahl nahm er die Landesprivilegien des Neuerwählten in Empfang und war Praeses der Ritterschaft im Bistum und führte die Schlüssel zum Ritterschaftsarchiv. Während der Münsterischen Stiftsfehde erhielt er nach der Schlacht bei Valar am 18. Juli 1454 noch auf dem Schlachtfeld den Ritterschlag. Er unterstützte in dieser Auseinandersetzung den Bischof Walram von Moers. Dies trug wesentlich zum weiteren Aufstieg der Familie bei. Am 27. März 1427 heiratete er Margarethe von Borghorst zu Horstmar. Sie war Erbtochter. So kam Morrien in den Besitz der Kirchspiele Horstmar, Schöppingen, Eggerode, Epe, Laer, Leer, Neuenkirchen und Borghorst. Aus der Ehe, die über 50 Jahre andauerte, gingen neun Kinder, darunter Dietrich (Erbe und Domherr), Bernhard, Sander und Richmod (* 1443, ⚭ Heidenreich Droste zu Vischering), hervor. Am 6. August 1444 wurde Gerhard zum Drosten und 1489 zum Amtmann des Amtes Werne bestallt.
Im Jahre 1476 machte das Ehepaar ein gemeinsames Testament und setzte seinen ältesten Sohn Dietrich als Erben der Freigrafschaft Wesenfort und des Hauses Nordkirchen ein. Gerhard tröstete sich nach Margarethes Tod im Jahre 1481 mit der Magd Elisabeth thor Hove. Aus der Verbindung stammt der Sohn Gerhard (späterer Generalvikar). 1484 stiftete Gerhard die Stephans-Vikarie in Nordkirchen.